# Pod osłoną nieba (powieść)
Pod osłoną nieba (ang. The Sheltering Sky) – powieść społeczno-obyczajowa z 1949 roku amerykańskiego pisarza Paula Bowlesa.
Historia wędrówki małżeństwa przez Saharę. Mąż poszukuje natchnienia, a żona sposobu na uratowanie rozsypującego się związku. 

Książka o miłości i wyobcowaniu, o duchowym bankructwie, o ludziach „chorych na duszy”, pozbawionych korzeni.

Tłumaczenie polskie: wydawca Zysk i S-ka, Warszawa 2010, (ISBN 978-83-7506-471-1).

## Ekranizacja
Pod osłoną nieba (ang.  The Sheltering Sky) – brytyjsko-włoski dramat obyczajowy z 1990 roku w reżyserii Bernarda Bertolucciego.